# Ronde van Spanje 2010/Tiende etappe
De tiende etappe van de Ronde van Spanje 2010 werd verreden op dinsdag 7 september 2010. Het was een tussenrit van Tarragona naar Vilanova i la Geltrú over een afstand van 173,7 km.

## Verslag
De dag na de eerste rustdag kwam een opwarmertje voor de eerste echte aankomst bergop in Andorra, met een etappe over 173 km en een stevige col op 30 km van de streep. Een groep van elf renners reed de hele dag op kop, met daarin de Belgen Romain Zingle en Greg Van Avermaet, de Nederlander Laurens ten Dam, de Spanjaarden Imanol Erviti en Javier Moreno en de Fransman Christophe Le Mével. De col van eerste categorie zorgde voor een schifting in de kopgroep, en in de afdaling ging Erviti in de aanval. De achtervolgers smolten terug samen, maar kregen de Spanjaard niet meer te pakken. Zingle demarreerde in de laatste kilometer nog, en werd tweede, voor zijn landgenoot Van Avermaet. De rode leiderstrui veranderde van schouders, want Joaquim Rodríguez, die tweede stond in dezelfde tijd als leider Igor Antón, sprokkelde twee bonificatieseconden in een tussenspurt. De puntentrui en de blauwe bollen bleven bij Mark Cavendish en David Moncoutié. Deze laatste neemt ook de witte trui in het Combinada-klassement over van Vincenzo Nibali.

## Uitslagen
| Plaats  | Naam                | Ploeg                 | Tijd     |
| ------- | ------------------- | --------------------- | -------- |
| Winnaar | Imanol Erviti       | Caisse d'Epargne      | 4u13'31" |
| 2       | Romain Zingle       | Cofidis               | + 0'37"  |
| 3       | Greg Van Avermaet   | Omega Pharma-Lotto    | z.t.     |
| 4       | Mauro Finetto       | Liquigas              | z.t.     |
| 5       | Javier Moreno       | Andalucía-CajaSur     | z.t.     |
| 6       | Anders Lund         | Team Saxo Bank        | z.t.     |
| 7       | Christophe Le Mével | La Française des Jeux | z.t.     |
| 8       | Gianpaolo Cheula    | Footon-Servetto-Fuji  | z.t.     |
| 9       | Laurens ten Dam     | Rabobank              | + 0'42"  |
| 10      | Dmitri Fofonov      | Astana                | + 1'36"  |

| Plaats    | Naam                   | Ploeg              | Tijd      |
| --------- | ---------------------- | ------------------ | --------- |
| Rode trui | Joaquim Rodríguez      | Katjoesja          | 42u11'49" |
| 2         | Igor Antón             | Euskaltel-Euskadi  | + 0'02"   |
| 3         | Vincenzo Nibali        | Liquigas           | + 0'04"   |
| 4         | Xavier Tondó           | Cervélo            | + 0'44"   |
| 5         | Jean-Christophe Péraud | Omega Pharma-Lotto | + 0'54"   |
| 6         | Rubén Plaza            | Caisse d'Epargne   | + 1'17"   |
| 7         | Ezequiel Mosquera      | Xacobeo-Galicia    | + 1'20"   |
| 8         | Nicolas Roche          | AG2R               | + 1'21    |
| 9         | Marzio Bruseghin       | Caisse d'Epargne   | + 1'24"   |
| 10        | Peter Velits           | Team HTC-Columbia  | + 1'28"   |
|           |                        |                    |           |
| 14        | Philippe Gilbert       | Omega Pharma-Lotto | + 1'51"   |
| 29        | Laurens ten Dam        | Rabobank           | + 5'45    |

## Nevenklassementen
| Plaats      | Naam             | Ploeg                   | Punten |
| ----------- | ---------------- | ----------------------- | ------ |
| Groene trui | Mark Cavendish   | Team HTC-Columbia       | 60     |
| 2           | Philippe Gilbert | Omega Pharma-Lotto      | 57     |
| 3           | Tyler Farrar     | Team Garmin-Transitions | 55     |
|             |                  |                         |        |
| 57          | Laurens ten Dam  | Rabobank                | 7      |

| Plaats                | Naam             | Ploeg              | Punten |
| --------------------- | ---------------- | ------------------ | ------ |
| Bolletjestrui (blauw) | David Moncoutié  | Cofidis            | 41     |
| 2                     | Serafín Martínez | Xacobeo-Galicia    | 36     |
| 3                     | Gonzalo Rabuñal  | Xacobeo-Galicia    | 25     |
|                       |                  |                    |        |
| 11                    | Niki Terpstra    | Team Milram        | 5      |
| 17                    | Philippe Gilbert | Omega Pharma-Lotto | 3      |

| Plaats     | Naam             | Ploeg              | Punten |
| ---------- | ---------------- | ------------------ | ------ |
| Witte trui | David Moncoutié  | Cofidis            | 32     |
| 2          | Philippe Gilbert | Omega Pharma-Lotto | 33     |
| 3          | Vincenzo Nibali  | Liquigas           | 36     |
|            |                  |                    |        |
| 16         | Laurens ten Dam  | Rabobank           | 106    |

| Plaats | Ploeg              | Tijd       |
| ------ | ------------------ | ---------- |
|        | Caisse d'Epargne   | 126u01'38" |
| 2      | Katjoesja          | + 3'25"    |
| 3      | Omega Pharma-Lotto | + 6'27"    |

## Opgaves
- Yoann Offredo (La Française des Jeux)
- Stuart O'Grady (Team Saxo Bank) - Niet gestart1
- Andy Schleck (Team Saxo Bank) - Niet gestart1

1 Door ploegleiding uit koers gezet wegens overtreding van de teamregels (gebruik van alcohol tijdens rustdag).
1e etappe ·
2e etappe ·
3e etappe ·
4e etappe ·
5e etappe ·
6e etappe ·
7e etappe ·
8e etappe ·
9e etappe ·
10e etappe ·
11e etappe ·
12e etappe ·
13e etappe ·
14e etappe ·
15e etappe ·
16e etappe ·
17e etappe ·
18e etappe ·
19e etappe ·
20e etappe ·
21e etappe
Startlijst · Eindstanden · Afbeeldingen